# Мадонна с младенцем и святой Анной
О произведении Леонардо да Винчи см. Святая Анна с Мадонной и младенцем Христом
«Мадонна с младенцем и святой Анной» — картина Альбрехта Дюрера, написанная темперой и маслом на доске (позднее переведена на холст). Подписана и датирована 1519 годом (с правого края), возможно надпись выполнена позднее, в настоящее время хранится в Метрополитен-Музее (Нью-Йорк).

## История
Несмотря на то, что дата создания «Мадонны с младенцем и святой Анной» с большой долей вероятности поставлена на раме позднее, исследователи относят её к 1519 году. Картина принадлежала Габриэлю Тухеру из Нюрнберга, представителю известной купеческой семьи, члены которой были ценителями творчества художника. В 1630 году курфюрст Максимилиан I Баварский приобрёл картину, которая до середины XIX века находилась в замке Шляйсхайм. Плохая сохранность и неудачные поновления обесценили картину, которая была продана на аукционе как копия работы Дюрера. Картина побывала в частных коллекциях в Монако и Одессе, потом попала в Соединенные Штаты, где была приобретена Бенджамином Альтманом, который позже завещал её (1913) нью-йоркскому Музею Метрополитен. После реставрации считается одним из шедевров художника. В венской Альбертине хранится подготовительный рисунок с фигурой святой Анны (1519), выполненный кистью с заливкой фона тёмным.

## Композиция
Вероятно, для святой Анны, Дюреру позировала его жена, Агнеса. Монументальная фигура Анны в покрывале, закрывающем по нюрнбергской моде подбородок, возвышается над Марией и младенцем. Её рука покоится на плече дочери в жесте защиты, Мария же полностью поглощена ребёнком. Белое одеяние святой Анны выделяется на тёмно-зелёном фоне, Дева Мария в одежде цветов, традиционных для иконографии матери Христа. Виртуозно написанное прозрачное покрывало наброшено на голову Марии. Младенец Иисус изображён в нижнем левом углу. Композиция построена так, что взгляд зрителя, переходя с заботливо взирающей на дочь Анны на сосредоточенно сложившую в молитве руки Марию, устремляется на спящего Иисуса.